# Panou de Control (Windows)
Panoul de Control (engleză: Control Panel) la computerele cu sistem de operare Microsoft Windows face parte din interfața grafică a utilizatorului (GUI), care permite userilor să vizualizeze și să manipuleze setările de bază ale sistemului prin intermediul unei liste de applet-uri, cum ar fi adăugarea hardware-ului, adăugarea sau înlăturarea software-ului, controlul contului de utilizator, și schimbarea opțiunilor de accesibilitate. Applet-urile adiționale pot fi prevăzute de sistemul terțiar.
Panoul de Control a fost ca o moștenire a sistemului de operare Microsoft Windows încă de la realizarea sa în (Windows 1.0), cu multe dintre applet-urile actuale adăugate pe măsura ce versiunile abundau. Începând cu Windows 95, Panoul de Control a fost implementat ca un folder special, folderul nu există în mod fizic, însă conține shortcut-uri ale multor applet-uri cum ar fi Adaugă sau înlătură programe (Add or Remove Programs) și Opțiunile Internetului (Internet Options). Aceste applet-uri sunt stocate ca niște fișiere .cpl. De exemplu, applet-ul Adaugă sau înlătură programe este stocat sub numele de appwiz.cpl în folderul SYSTEM32.
În versiunile recente de Windows, Panoul de Control are două categorii de vizualizare, Vizualizare Clasică (Classic View) și Vizualizare pe Categorii (Category View), și este posibilă schimbarea între acestea printr-o opțiune ce apare în partea din stânga a ferestrei.
Multe dintre apllet-urile individuale ale Panoului de Control pot fi accesate prin alte căi. De exemplu, Proprietăți de Afișare (Display Properties) pot fi accesate dând click-dreapta într-o zonă liberă de pe desktop și alegând Proprietăți (Properties).
Vizualizarea clasică constă în shortcut-uri ale diferitelor applet-uri din Panoul de Control, de obicei fără vreo descriere (alta decât numele). Categoriile se pot vedea dacă utilizatorul alege vizualizarea pe "Detalii" ("Details").

## Accesarea de la linia de comandă
control desktop - lansează subprogramul Desktop Control Panel
control color - lansează subprogramul Desktop Control Panel cu foaie Appearance preselectată
control date/time -
control international -
control mouse -
control keyboard -
control printers -
control fonts -
Control input.dll -
control folders -
control netware -
control telephony -
control admintools -
control schedtasks -
control netconnections -
control infrared -
control userpasswords -